# Кетглас, Адриан
Адриан Кетглас (исп. Adrián Quetglas; род. 26 августа 1968, Буэнос-Айрес, Аргентина) — кулинар, шеф высокой авторской кухни, совледец и бренд-шеф ресторанных проектов в нескольких странах мира. Его ресторан Adrián Quetglas Restaurant на Мальорке получил звезду Мишлен в 2016 году.
Работал в ресторанах Испании, Франции, Великобритании и России.

## Биография
Адриан Сантьяго Гарсия Кетглас родился в Аргентине, куда переехал с Мальорки его отец. Уже подростком Адриан перебрался из родного Буэнос-Айреса обратно, на родину отца, бабушки и дедушки.
В 18 лет Адриан с семьей открывает собственный бар, в котором готовила его бабушка.
После окончания школы Адриан начал обучаться на ветеринара.
Жена Мартина, учительница математики из Словакии, партнер и совладелица ресторана на Мальорке.
Дети: Саша и Николас

## Карьера шеф-повара
Профессиональная деятельность началась в Париже, с обучения в кулинарной школе Marie-Blanche de Broglie.
В 1992 году прошёл престижную стажировку у легендарного шеф-повара Марко Пьер Уайта в лондонском ресторане «QuoVadis».
С 1998 года работал в ресторане Bacchus на Мальорке, где из повара дорос до су-шефа. Важным событием в карьере стало знакомство с шефом Марком Фошем, которого Адриан Кетглас называет своим главным учителем. В Bacchus, мальорском ресторане Марка Фоша со звездой Michelin при «Reads Hotel».
В 2005 году приехал в Москву для создания ресторана Cipollino.
С 2009 года Адриан сотрудничает с винными барами «GrandCru» в Москве и Санкт-Петербурге. Работает с начинающими в то время рестораторами Иваном и Сергеем Березуцкими.
В 2010 году, создавал кухню собственного ресторана Doce Uvas, который первым из российских ресторанов уже в 2010 — ом вошёл в топ «100 лучших ресторанов» по версии рейтинга «S. Pellegrino».
Возглавил в качестве концепт-шефа ресторана The Сад.
В 2015 году Адриан Кетглас открывает свой ресторан в Пальма-де-Мальорка — «Adrian Quetglas», и через год получает звезду Мишлен, самую желанную и престижную награду в мире гастрономии. Ранее Adrian Quetglas Restaurant уже получил широкое признание гастрономических критиков и был признан лучшим новым рестораном 2015 года по версии «Ассоциации гастрономических журналистов Балеарских островов».
Адриан Кетглас является также совладельцем и концепт-шефом ресторанов AQ Kitchen, AQ Chicken и ADRI BBQ, совместно с шеф-поваром Андреем Ждановым.

## Награды и премии
2015 год — Adrian Quetglas Restaurant — лучший новый ресторан 2015 года по версии «Ассоциации гастрономических журналистов Балеарских островов».
2016 год — Adrian Quetglas Restaurant — звезда Мишлен
2016 год — ADRI BBQ — Buro 24/7 — лучший ресторан недели 2016 г.,
2016 год — ADRI BBQ -GQ — гастрономические рестораны года 2016 г.,
2016 год — ADRI BBQ -Афиша — лучшие открытия 2016 г.,
2016 год — ADRI BBQ -How To Green — ТОП 7 ресторанов на огне 2016 г.,
2016 год — ADRI BBQ -TimeOut — ТОП 25 лучших ресторанов Москвы 2016 г.,
2016 год — ADRI BBQ -Daily Afisha — ТОП 14 винных баров 2016 г.,
2016 год — WHERETOEAT в номинации «Шеф-повар года».
2016 год — Лауреат премии Пальмовая ветвь AQ Kitchen
2017 год — AQ Kitchen Spoon Restaurant Guide — Лучший ресторан 2017 г.,
2017 год — рестораны Gran Cru и AQ Kitchen вошли в Желтый гид по Москве по версии гида Gault&Millau — 3 колпака — 2018,
2017 год — AQ Kitchen РБК стиль — ТОП 10 лучших ресторанов 2017 г.,
2017 год — AQ Kitchen Eat Out — Лучшая винная карта 2017 г.,
2017 год — AQ Kitchen TripAdvisor - лучшие рестораны Москвы 3-е место 2017 г.
2017 год — AQ Chicken ТОП 10 лучших ресторанов по версии рейтингового агентства INSIDER 2017 г.,
2017 год — AQ Chicken ТОП 10 лучших московских винотек по версии журнала GQ 2017 г.
2017 год — ADRI BBQ — TimeOut — лучшее барбекю Москвы 2017 г.,
2017 год — ADRI BBQ -TimeOut — лучшие веранды Москвы 2017 г.,
2017 год — ADRI BBQ -РБК стиль — 10 лучших веранд Москвы 2017 г.,
2017 год — ADRI BBQ -EatBoard — 7 место, лучших ресторанов Москвы 2017 г.

## Книги
В 2014-м в издательстве «Эксмо» выходит кулинарная книга Адриана — «Тапас».